# Kronologija Domovinskog rata: ožujak 1992.

### 2. ožujka
- Očito je da se težište cjelokupne krize na tlu bivše Jugoslavije prenosi na BiH, pa tamo valja tražiti rješenje koje će spriječiti ratno krvoproliće, rekao predsjednik Hrvatske dr. Franjo Tuđman na redovnom susretu s novinarima u Zagrebu.[1]
- France Press nasjeo lažima beogradskih Večernjih novosti da će u Zagreb biti prenijeti posmrtni ostaci dr. Ante Pavelića šefa ranije hrvatske nacističke države, stoji u demantiju Ministarstva informiranja Hrvatske.[1]
- U Zadru podnesene krivične prijave protiv 22 osobe optužene za zločine nad civilnim stanovništvom u Škabrnji.[1]
- Portugal kao zemlja predsjedateljica EZ osudila u ime 12 država članica Zajednice nasilja koja su se dogodila u Sarajevu nakon referenduma o budućem statusu BiH.[1]

### 3. ožujka
- Napadom na Bosanski Brod započela je otvorena velikosrpska agresija na prostor Bosanske Posavine, odnosno Bosne i Hercegovine.Ante B.: 3.3.1992. – Započela velikosrpska agresija na Bosansku Posavinu  Kamenjar.com. 3. ožujka 2018. Pristupljeno 24. listopada 2019.[1]
- Rezultati referenduma o statusu BiH uvjerljivo za suverenu i neovisnu državu: 63,4 posto od ukupnog broja glasača odgovorilo ZA.[1]
- Predsjednik Predsjedništva BiH Alija Izetbegović upozorava da velike grupe srpskih paravojnih jedinica, tzv. arkanovaca i šešeljevaca, idu prema Sarajevu.[1]
- U okupiranom dijelu Banije neprijatelj provodi taktiku spaljene zemlje.[1]
- Hrvatska vlada o poštovanju ljudskih prava u povodu pisma Helsinki Watcha: državi su svi građani jednaki.[1]

### 4. ožujka
- Rat je dobio hrvatski narod, rekao dr. Franjo Tuđman na prvom časničko-zapovjedničkom skupu Hrvatske vojske u Zagrebu.[1]
- SAD podržava referendum o neovisnosti u BiH i smatra da njegov rezultat odražava volju većine naroda u toj republici.[1]
- Specijalni izaslanik UN Cyrus Vance izjavio da događaji u BiH neće odgoditi upućivanje plavih kaciga u bivšu Jugoslaviju.[1]
- Sedamnaest prognanih svećenika Zadarske nadbiskupije uputilo apel da se zaustavi divljaštvo jugovojske i četnika u njihovim župama.[1]

### 5. ožujka
- Hrvatska Vlada insistira na poštovanju prava svih građana i potpunom funkcioniranju pravne države, makar to povlačilo i smjene odgovornih ljudi, rekao novinarima u Zagrebu njezin predsjednik dr. Franjo Gregurić.[1]
- Hrvatska poštuje prava manjina, rekao za svog posjeta Njemačkoj predsjednik Sabora dr. Žarko Domljan predsjednici Bundestaga dr. Riti Sussmuth.[1]
- Srbija nastoji nasilnom kolonizacijom promijeniti nacionalnu strukturu Iloka i okolnih sela poslije okupacije tog područja od jugovojske.[1]
- Indijski general Satish Nambiar i službeno imenovan zapovjednikom Mirovnih snaga UN u bivšoj Jugoslaviji.[1]

### 6. ožujka
- Okupatorska jugovojska mora se povući s hrvatskog teritorija do sredine travnja, rečeno novinarima poslije susreta Tuđman - Vance u Zagrebu.[1]
- Načelnik Glavnog stožera Hrvatske vojske general Anton Tus razgovarao s predstavnicima Međunarodnog Crvenog križa o zamjeni ratnih zarobljenika.[1]
- Genocid nad Hrvatima se nastavlja, stoji u pismu predsjednika Odbora za zaštitu ljudskih prava Sabora Republike Hrvatske mr. Nevena Jurice međunarodnim organizacijama.[1]
- Talijanski ambasador Salvatore Cilento predao u Zagrebu vjerodajnice predsjedniku Republike Hrvatske dr. Franji Tuđmanu.[1]
- Jasenice - živjeti ili umrijeti projekt inž. Zvonimira Nekića o planiranju povratka kućama 293 prognane obitelji iz jednog od srušenih hrvatskih sela na području općine Obrovac.[1]
- Jugoslavenska armija, u svom prvom priopćenju za javnost, priznaje da je u ratu u Hrvatskoj u posljednjih šest mjeseci poginulo 1,279 njezinih pripadnika.[1]

### 7. ožujka
- Odbor za obnovu Dubrovnika preporučio Vladi Republike Hrvatske da pripremi i proslijedi zahtjev za primanje Hrvatske u članstvo UNESCO, te da šire područje starog Dubrovnika upiše u Registar svjetske kulturne i prirodne baštine.[1]
- Osijek pretrpio jedan od najtežih topničkih napada od potpisivanja primirja. Četiri osobe poginule, a 20 ih je ranjeno.[1]
- U Gospiću su se posebni članovi promatračke misije EZ uvjerili da je srpska laž da su u tom gradu srušena sva spomen-obilježja svjetski poznatog znanstvenika Nikole Tesle.[1]
- Francuska će biti najzastupljenija u mirovnim snagama UN u bivšoj Jugoslaviji, izjavio francuski ministar obrane Pierre Joxe.[1]
- Predsjednik Europskog vijeća portugalski premijer Cavaco Silva izjavio u Le Mondeu da je Jugoslavija mrtva.[1]

### 8. ožujka
- Srpski general Ratko Mladić, pred članovima Promatračke misije EZ, naredio hapšenje hrvatskih pregovarača u Žitniću. Nakon toga Mladić zaprijetio razaranjem Šibenika i Zadra.[1]
- Njemački neonacisti nisu u Hrvatskoj vojsci, demantira pisanje berlinskog dnevnika B.Z. Ministarstvo informiranje Republike Hrvatske.[1]
- Iran priznao Hrvatsku, Sloveniju i Bosnu i Hercegovinu.[1]
- Za samo nekoliko sati žestokog topničkog napada jugovojske na Osijek smrtno stradalo sedam a ranjeno 28 osoba.[1]
- U Beograd stigao zapovjednik mirovnih snaga UN u bivšoj Jugoslaviji Satish Nambiar.[1]

### 9. ožujka
- U Bruxellesu završena deseta konferencija o Jugoslaviji, na kojoj je otvorena ostavinska rasprava o baštini raspale države.[1]
- Američki državni sekretar James Baker u Bruxellesu zatražio što brže kolektivno priznanje BiH i poštovanje njezinog teritorijalnog integriteta.[1]
- U Beču potpisan sporazum o uspostavljanju diplomatskih odnosa između Hrvatske i Španjolske.[1]
- Službeni rezultati referenduma u BiH: 99,44 posto glasača ZA suverenu i neovisnu republiku.[1]
- Zahtjevi opozicije na mitingu u Beogradu: Miloševiću odlazi! Kao odgovor na demonstracije policijska opsada Beograda.[1]
- Između Hrvatske i Slovenije potpisan međudržavni sporazum o povratku izbjeglica privremeno smještenih u Sloveniji.[1]
- Na okupiranoj Baniji Hrvati posebno označeni: moraju nositi bijele trake na ruci![1]
- U Šibeniku primirje postalo sinonim za životnu opasnost, jer je grad pod svakodnevnim topničkim udarima jugovojske.[1]

### 10. ožujka
- Okupacijska jugoarmija na selo Muć, blizu Splita, ispalila rakete s kasetnim punjenjem. Od malih bombica, tzv. zvončića troje ljudi poginulo a troje ranjeno.[1]
- U blizini katoličke crkve u Tordincima, okupiranom selu u istočnoj Slavoniji, masovna je grobnica u koju je bačeno 30 Hrvata.[1]
- Nema promjene granica silom, izjavio predsjednik Tuđman nakon povrataka iz Bruxellesa.[1]
- Američki mediji najavljuju skoro priznavanje Hrvatske.[1]

### 11. ožujka
- Američko - Europska izjava o podjeli Jugoslavije, države koja je pokopana nakon 73 godine postojanja.[2]
- Hrvatska spremna za dolazak plavih kaciga, izjavio predsjednik Tuđman na prvom susretu s generalom Nambiarom, zapovjednikom mirovnih snaga UN.[2]
- Predsjednik Republike Hrvatske dr. Franjo Tuđman donio Naredbu o suradnji s mirovnim snagama UN.[2]
- Jugoarmija ispalila šest raketa s kasetnim bojnim glavama na Šibenik kao posljednji adut u pokušaju raspirivanja rata.[2]
- Tzv. skupština srpskog naroda u BiH odbila Bruxellesku izjavu.[2]
- Bivši američki predsjednik Richard Nixon podržao neovisnost Hrvatske.[2]

### 13. ožujka
- U srpsko-crnogorskom ratu protiv Hrvatske, prema dostupnim podacima, uništena trećina hrvatskih telefonskih centrala.[2]
- U osječku bolnicu od primirja, 3. siječnja, dopremljene 283 osobe, među njima 69 umrlih.[2]
- Na osječkom bojištu dolazak prethodnice mirovnih snaga UN četnicima ništa ne znači te potpisano primirje krše svakodnevno.[2]
- U New Yorku glavni tajnik UN Boutros Ghali objavio obračun troškova mirovnih snaga na prostoru bivše Jugoslavije, iz kojeg je vidljivo da akcija UNPROFOR-a službeno počinje 15. travnja.[2]
- Do kraja travnja na prostoru bivše Jugoslavije bit će raspoređeno 14,000 plavih kaciga, izjavio posebni izaslanik glavnog tajnika UN Cyrus Vance.[2]
- Njemačka vlada insistira da za Srbiju i Crnu Goru mora važiti ista procedura za diplomatsko priznanje kao i za ostatak Jugoslavija.[2]

### 14. ožujka
- U Hrvatskoj, prema posljednjem Izvješću o broju registriranih prognanika i izbjeglica, registrirano 330.000 prognanih i izbjeglih osoba. Međutim, od početka rata Hrvatsku napustilo 900.000 njezinih stanovnika![2]
- Hrvatska vlada donijela mjere za poticaj povratka prognanika.[2]
- Na demonstracijama u Beogradu robijaši napali studente.[2]
- U Zagrebu predstavljena knjiga o hrvatskoj povijesti, identitetu i ratu protiv Hrvatske pod naslovom Documenta Croatica.[2]
- Izravne štete na radio i televizijskim objektima u Hrvatskoj procijenjene na 47 milijuna dolara.[2]
- Odbor za Konavle poziva Konavljane širom svijeta da pomognu u obnovi starog kraja.[2]
- Cyrus Vance završio misiju u Jugoslaviji i prihvatio novu u Nagorno-Karabahu.[2]

### 15. ožujka
- Pismo potpredsjednika hrvatske Vlade dr. Milana Ramljaka časnicima UN i Promatračkoj misiji EZ u kojem upozorava da se nastavlja progon Hrvata iz okupirane zone.[2]

### 16. ožujka
- Četnici protjerali 139 mještana hrvatskog sela Bokšić u istočnoj Slavoniji.[2]
- Srpski episkop Atanasije Jevtić optužio Miloševića i Adžića za izdaju krajine i Bosne.[2]
- U Hrvatskoj registrirano 330.000 prognanih i iseljenih osoba.[2]
- Ratne štete u Hrvatskoj procijenjene na 21 milijardu dolara.[2]

### 17. ožujka
- Predsjednik Republike Hrvatske dr. Tuđman primio predstavnike Helsinki Watcha.[2]
- Biznismeni iz SAD, hrvatski iseljenici, u posjetu Hrvatskoj.[2]
- U Zagrebu predstavljena knjiga inž. Vladimira Žerjavića Opsesije i megalomanije oko Jasenovca i Bleiburga.[2]
- Nastavljen egzodus Hrvata iz sela benkovačke općine, 120 novih prognanika u Zadru.[2]
- Srpski ekstremisti prijete razaranjem rafinerije u Bosanskom Brodu.[2]
- U Mostaru vlada potpun kaos, barikade na svim prometnicama.[2]
- Libija priznala Hrvatsku, Sloveniju i Bosnu i Hercegovinu.[2]
- Američki predsjednik George Bush najavio priznanje Hrvatske.[2]

### 18. ožujka
- Jugovojska zapalila aerodrom Ćilipe kod Dubrovnika.[2]
- Iz okupiranih vukovarskih sela Tompojevaca i Šarengrada u Zagreb stiglo 155 protjeranih Hrvata.[2]
- Hrvatima po zemljovidu buduće BiH koji nudi EZ pripada 20 općina. Muslimani bi imali 52, a Srbi 37 općina.[2]

### 19. ožujka
- Predsjednik Tuđman u pismu srpskom patrijarhu Pavlu odgovorio na neargumentirane optužbe.[2]
- Nastavljeni pregovori u Mađarskoj o zamjeni ratnih zarobljenika.[2]
- Promovirana knjiga Vukovarski dobrovoljac, potresno svjedočanstvo o krvavom ratu protiv Hrvatske.[2]
- U Petrinji minirana i do temelja srušena Crkva Svetog Trojstva i kapelica sv. Roka, u neposrednoj blizini spomenute crkve.[2]
- Diplomatski odnosi između Rusije i Hrvatske, prema najavi agencije Interfax, uspostavit će se najvjerojatnije do kraja ožujka.[2]
- Talijanska policija na tragu mreže krijumčara droge i oružja, u koju je upletena i Jugobanka iz Beograda.[2]

### 20. ožujka
- Neprijatelj i dalje na okupiranim područjima provodi taktiku spaljene zemlje, priopćilo Ministarstvo obrane Republike Hrvatske.[2]
- Njemački izvori najavljuju primanje Hrvatske i Slovenije u punopravno članstvo Konferencije o europskoj sigurnosti i suradnji.[2]
- Među državama Srednjoeuropske inicijative, nekadašnje Heksagonale, Hrvatska dobila status države promatrača.[2]
- Američki kongresmeni odlučno traže od vlade Georga Busha da prizna neovisnost Hrvatske.[2]

### 21. ožujka
- Na dubrovačkom ratištu napadnuti promatrači EZ i UN.[3]
- Predsjednik Tuđman kumovao u Kraljevici prvoj hrvatskoj raketnoj topovnjači Krešimir IV.[3]
- U Pečuhu, u Mađarskoj, potpisan sporazum između hrvatske Vlade i Jugoslavenske armije o zamjeni zarobljenika po načelu svi za sve.[3]
- Neprijatelj krši primirje na hrvatskim bojištima, posebno žestoko napada Osijek i Vinkovce. Cilj je izazvati sukob i odgoditi dolazak mirovnih snaga UN.[3]
- Velikosrpska propaganda nameće svjetskoj javnosti stav kako u Slavoniji i Baranji ima velik broj Srba.[3]
- Nepoznati putnik pokušao fizički napasti Stipu Mesića na amsterdamskom aerodromu.[3]
- Jugovojska i srpski teroristi uništili 17 odašiljača i predajnih postaja Hrvatske radio televizije.[3]

### 22. ožujka
- Novi izbori u Hrvatskoj održat će se u miru i slobodi, rekao Stipe Mesić okupljenim Hrvatima u Parizu.[3]
- Međunarodna federacija za ljudska prava osporava crnogorski referendum o zajedničkoj državi sa Srbijom.[3]
- Topnički i pješački napad srbočetnika na crte obrane Neuma.[3]
- Tiskana knjiga Stradanja Dubrovnika novinara Đorđa Obradovića.[3]
- Delegacija američkih kongresmena u Prištini izrazila zabrinutost zbog stanja na Kosovu.[3]

### 23. ožujka
- Agresor i dalje izigrava mirovnu inicijativu i nesmiljeno napada hrvatske gradove.[3]
- Iz Petrovaca kod Vukovara prognano 110 Rusina, Ukrajinaca i Hrvata.[3]
- I manjine žrtve rata protiv Hrvatske, ustanovila Komisija hrvatskog Sabora za zaštitu i unapređenje ravnopravnosti naroda i narodnosti.[3]
- U Hercegovini sve žešći topnički i pješački napadi srpskih i crnogorskih agresora.[3]

### 24. ožujka
- U Helsinkiju Hrvatska, Slovenija i Gruzija primljene u punopravno članstvo KESS.[3]
- Novo pismo dr. Ramljaka predstavnicima mirovnih snaga UN da spriječe genocid nad hrvatskim narodom i manjinskim zajednicama na okupiranom teritoriju Hrvatske.[3]
- Helsinki Watch zahvaljuje predsjedniku Tuđmanu na suradnji i podršci budućim akcijama te organizacije.[3]
- General Mladić zabranio rad medicinskoj ekipi u Drnišu, a pred njegovom samovoljom nemoćan čak i Međunarodni Crveni križ.[3]
- Najteža noć na sisačkoj fronti od potpisivanja sarajevskog primirja, na Sunju palo više od 3 000 topničkih projektila.[3]
- U intervjuu Slobodana Miloševića beogradskoj Ilustrovanoj politici, predsjednik Srbije istakao da najviše cijeni Šešelja.[3]
- Senator iz Južne Dakote Larry Pressler predložio Capitolu zakon kojim bi Amerika i službeno potvrdila prestanak postojanja Jugoslavije.[3]
- Princeza od Walesa, lady Diana posjetila izbjeglički logor Nagyatad u Mađarskoj.[3]

### 25. ožujka
- Rat u Hrvatskoj ponovno se rasplamsava. Pod neprijateljskom vatrom sva hrvatska bojišta, osobito gradovi Osijek, Šibenik, Zadar, Dubrovnik, Valpovo, Belišće, Vinkovci, Pakrac, Novska, Nova Gradiška, Sisak...[3]
- U Zagreb stigla još jedna skupina Hrvata, njih 170, prognanih iz okupiranog slavonskog sela Šarengrada.[3]
- Europski promatrači istražuju progone Hrvata, dok UNPROFOR, po riječima svog glasnogovornika Fredericka Eckharda, još nije čuo za te probleme.[3]
- Od Sarajevskog primirja poginulo 216 osoba, izvješćuje Glavni sanitetski stožer Hrvatske.[3]
- HDZ BiH ponudit će novu kartu Herceg-Bosne u Bruxellesu, po kojoj bi Hrvatima pripalo 35 posto teritorija.[3]
- Jugovojska ponovno topnički napala Neum.[3]
- Hrvatska zastava, koju je u Kinu donio ministar vanjskih poslova dr. Zvonimir Šeparović, prvi put se zavijorila na Kineskom zidu. Otvoren Ured Republike Hrvatske u Kini.[3]

### 26. ožujka
- Dramatično stanje u Bosni i Hercegovini. Armijski udar na ovu republiku. Predsjedništvo BiH odlučilo da se obrati Vijeću sigurnosti UN.[3]
- Primirje potpisano u Sarajevu prekršeno 272 puta, a na Hrvatsku vojsku ispaljeno više od 8 500 projektila, stoji u prosvjedu Ministarstva obrane Hrvatske generalštabu jugovojske.[3]
- Govorom ministra vanjskih poslova dr. Zdenka Škrabala na zasjedanju KESS-a u Helsinkiju, Hrvatska po prvi put službeno nastupila na državnoj razini u jednoj međunarodnoj organizaciji.[3]
- Makedoniju napustili svi pripadnici jugoarmije.[3]

### 27. ožujka
- Predsjednik hrvatske Vlade dr. Franjo Gregurić govorio u Saboru o ključnim događajima u burnoj 1991. i kronologiji rata protiv Hrvatske.[3]
- U Nemetinu kraj Osijeka, nakon više od četiri mjeseca zatočeništva, zamijenjen 381 zarobljeni Vukovarac za 41 neprijateljskog zarobljenika.[3]
- Iz Tovarnika i Nijemaca protjerana 63 Hrvata.[3]
- U Zadar stiglo još 108 prognanih Hrvata iz benkovačke općine.[3]
- Visoki komesar UN za izbjeglice Sadako Ogata uputila apel svim stranama u jugoslavenskom sukobu da prestanu s kršenjem ljudskih prava.[3]
- U pismu izaslaniku generalnog tajnika UN Cyrusu Vanceu predsjednik Tuđman ističe potrebu da se Beograd prisili da prekine razaranje Hrvatske.[3]
- Japanski ministar predao u Tokiu dr. Zvonimiru Šeparoviću dokument o priznanju hrvatske neovisnosti.[3]

### 28. ožujka
- Zarobljeni branitelji Vukovara, njih 381 iz konclogora u Sremskoj Mirovici, stigli u Zagreb. U logoru još ostalo tisuću ljudi.[3]
- Na Baniji neprijatelj ne dopušta Međunarodnom Crvenom križu i europskim promatračima obilazak zatvora i koncentracijskih logora.[3]
- Tragična bilanca ratnog tjedna u Bosanskom Brodu: tridesetak mrtvih i više od stotinu ranjenih, priopćio krizni štab za obranu grada.[3]
- Srbi žestokom pucnjavom proslavili proglašenje ustava tzv. srpske republike BiH.[3]

### 29. ožujka
- Istražni organi Republike Hrvatske na području Siska i Banije ustanovili više od 6 000 onih koji su uzeli oružje i krenuli u prljavi rat protiv Hrvatske.[3]
- Iz južne Hercegovine pred jugovojskom i četnicima bježe Hrvati i Muslimani, uglavnom u zapadnu Hercegovinu.[3]
- Mirovna operacija UNPROFOR na terenu dobiva sve čvršće vojno-organizacijske oblike. Do kraja travnja sve plave kacige trebale bi zauzeti svoje predviđene položaje.[3]

### 30. ožujka
- Neprijatelj žestoko napadao hrvatske gradove Osijek, Vinkovce, Novu Gradišku, Sisak...[3]
- Dolazak tenkova na područje Bosanske Posavine jugovojska objasnila potrebom redovite obuke mladih vozača.[3]
- Prva obljetnica pogibije Josipa Jovića, prvog poginulog hrvatskog borca za slobodnu i neovisnu Hrvatsku.[3]
- Iz sjeverne Bosne izbjeglo na područje Slavonskog Broda više tisuća žena, djece i staraca.[3]
- Neuspjela misija srpskog ministra vanjskih poslova Vladislava Jovanovića u SAD najavljuje oštriju američku politiku prema Srbiji.[3]
- Hrvatska i Makedonija, međusobnom izmjenom nota, i službeno uspostavile diplomatske odnose na razini ambasada.[3]

### 31. ožujka
- Predsjednik Konferencije o Jugoslaviji lord Peter Carrington na sastanku u Bruxellesu izvijestio predsjednika Tuđmana da će mu odsad u vođenju konferencije pomagati fransucki diplomat Thierry de Beauce, trentačni specijalni savjetnik predsjednika Mitteranda.[3]
- U Bruxellesu održan šesti po redu sastanak konferencije EZ-a o Bosni i Hercegovini. Hrvati i Muslimani predložili dolazak plavih kaciga u BiH.[3]
- Na vinkovačkom području do sada poginulo 338, a ranjeno 1.314 osoba.[3]
- Suci ustavnih sudova Hrvatske i Slovenije sastali se u Zagrebu, prvi put kao članovi najvišeg čuvara ustavnosti i zakonitosti u dvije susjedne, suverene i neovisne države.[3]
- Pomoćnik ministra MUP-a BiH Momčilo Mandić obavjestio javnost da je na području srpskih područja BiH formiran jednonacionalni srpski MUP, za kojeg odluke i naredbe MUP-a BiH ne vrijede.[3]